# Dole, Šmohor - Preseško jezero
Dole (nemško Dellach) je naselje občine Šmohor - Preseško jezero v okraju Šmohor na Koroškem v Avstriji.